# Wilma Lindhé
Fredrika Wilhelmina (Wilma) Lindhé, född Hammarsten (släkt) 8 augusti 1838 i Norrköping, död 30 december 1922 i Göteborg, var en svensk författare.
Wilma Lindhé var dotter till varvsägaren Per Vilhelm Hammarsten och Ulrika Fredrika Palm (1812–1887) samt var syster till Olof Hammarsten och Fredrik Hammarsten. Hon var elev vid Rundstedtska skolan i Norrköping. Hon debuterade 1877 med Tvenne julmorgnar. Hon skrev ett stort antal romaner och berättelser under drygt fyrtio års tid som aktiv författare. Hon var även blomster- och dekorationsmålare samt rumsuthyrare.
Hon gifte sig 1857 med kaptenen Josef Napoleon Lindhé (1827–1896). De var bosatta i Göteborg och fick sex barn.

### Varia
- Från Vesterhafvet till Dalarne: resehandbok för en färd med Bergslagernas jernväg mellan Göteborg och Falun. Göteb.: Pehrsson. 1898. Libris 1664258
- Från flydda tider: barndoms- och ungdomsminnen. Stockholm: Åhlén & Åkerlund. 1917. Libris 1502841 - Se anmälan i Biblioteksbladet,
- Minnen och upplevelser från senaste halvseklet: Fortsatta anteckningar från flydda tider : Med 41 illustr.. Stockholm: Åhlén & Åkerlund. 1918. Libris 1655127 - Se anmälan i Biblioteksbladet.